# Suresnes
Suresnes [sy'ʁɛn] ist eine französische Stadt mit 48.932 Einwohnern (Stand 1. Januar 2022) im Arrondissement Nanterre, im Département Hauts-de-Seine der Region Île-de-France, zwölf Kilometer vom Pariser Zentrum entfernt. Die Einwohner werden Suresnois genannt.
Die Gemeinde ist seit dem 19. Jahrhundert durch Industrie geprägt und eine der am dichtesten besiedelten in Europa. Unweit zahlreicher Hochhäuser gibt es auch einen erheblichen Anteil fester Wohnbebauung jeglicher kleinerer Art. Es gibt ein Theater, das Théâtre Jean-Vilar.

## Geographie
Suresnes liegt westlich von Paris, links der Seine zwölf Kilometer entfernt vom Pariser Zentrum, auf einem Hügel, flussseits direkt gegenüber vom Bois de Boulogne, fünf Kilometer von Nanterre und zwölf Kilometer von Versailles entfernt. 
Suresnes ist umgeben von Puteaux und Nanterre im Norden, Paris im Osten, Saint-Cloud im Süden und Rueil-Malmaison im Westen.

## Geschichte
Am Mont Valérien hatten die Kelten eine Kultstätte. 1844 wurde hier eine Befestigungsanlage, das Fort du Mont-Valérien, errichtet. Im Deutsch-Französischen Krieg 1870–1871 kam es dort mehrfach zu Kämpfen, unter anderem in der Schlacht bei Buzenval.
Ab 1898 war die Autofabrik Darracq in Suresnes angesiedelt, die 1935 von Talbot-Lago übernommen wurde.
Im Zweiten Weltkrieg wurden am Fort im deutschen Namen 1008 Menschen exekutiert. Nach dem Krieg wussten die Kollaborateure am besten, wer die anderen Kollaborateure gewesen waren. Aus Geldgier tötete Joseph Damiani, später José Giovanni genannt, mit seiner Bande Anfang Juni 1945 zwei von ihnen in Suresnes.
Staatspräsident Charles de Gaulle weihte am 18. Juni 1960 eine Gedenkstätte für die 1008 Todesopfer ein, das Mémorial National de la France combattante. Auch eine Gedenkstätte der Streitkräfte der Vereinigten Staaten für Opfer des Ersten Weltkriegs befindet sich heute hier.
1974 fand in Suresnes, zu Zeiten der Franco-Diktatur, ein Exil-Kongress der spanischen sozialistischen PSOE statt, bei dem der spätere Ministerpräsident Felipe González zum Generalsekretär gewählt wurde.
Einzigartig in Europa sind die etwa 150 Brieftauben, die vom französischen Militär auch 2022 im Fort Mont Valérien trainiert werden.

## Baudenkmäler
Siehe: Liste der Monuments historiques in Suresnes

## Krankenhaus
- Hôpital Foch

## Bildung
In Suresnes gibt es eine Hochschule, die SKEMA Business School.

## Städtepartnerschaften
- Hann. Münden, Deutschland, seit 1960[5]
- Cholon, Israel, seit 1961[5]
- Hackney, Vereinigtes Königreich, seit 1962[5]
- Kragujevac, Serbien, seit 1967[5]
- Villach, Österreich, seit 1992[5]
- Colmenar Viejo, Spanien, seit 1999[5]

Außerdem unterhält Suresnes (seit 1959) eine Partnerschaft mit dem deutschen Landkreis Göttingen.